# Mazaruni/Lower Berbice Essequibo
Le Mazaruni/Lower Berbice Essequibo est un Neighbourhood Council du Guyana faisant partie de la région de Cuyuni-Mazaruni. Il se trouve dans l'Ouest du pays, bordé au sud par la région de Potaro-Siparuni et le Brésil, à l'ouest par le Venezuela, au nord par le Neighbourhood Council de Cuyuni et à l'est par la région de Haut-Demerara-Berbice. Il est inclus dans la Guayana Esequiba à l'exception de son extrémité orientale. Le point culminant du Guyana, une petite antécime du mont Roraima culminant à 2 772 mètres d'altitude, se trouve dans le Neighbourhood Council.